# Sainte-Marguerite-Marie
Sainte-Marguerite-Marie es un municipio canadiense situado en la provincia de Quebec.

## Superficie
Sainte-Marguerite-Marie tiene una superficie de 85,97 km².

## Demografía
En 2021, tenía 183 habitantes, una densidad poblacional de 2,1 hab./km², y 91 viviendas.